# Губин (Хмельницкая область)
Губин (укр. Губин) — село в Староконстантиновском районе Хмельницкой области Украины.
Население по переписи 2001 года составляло 301 человек. Почтовый индекс — 31183. Телефонный код — 3854. Занимает площадь 2,044 км². Код КОАТУУ — 6824285002.

## Местный совет
31183, Хмельницкая обл., Староконстантиновский р-н, с. Ладыги

## История

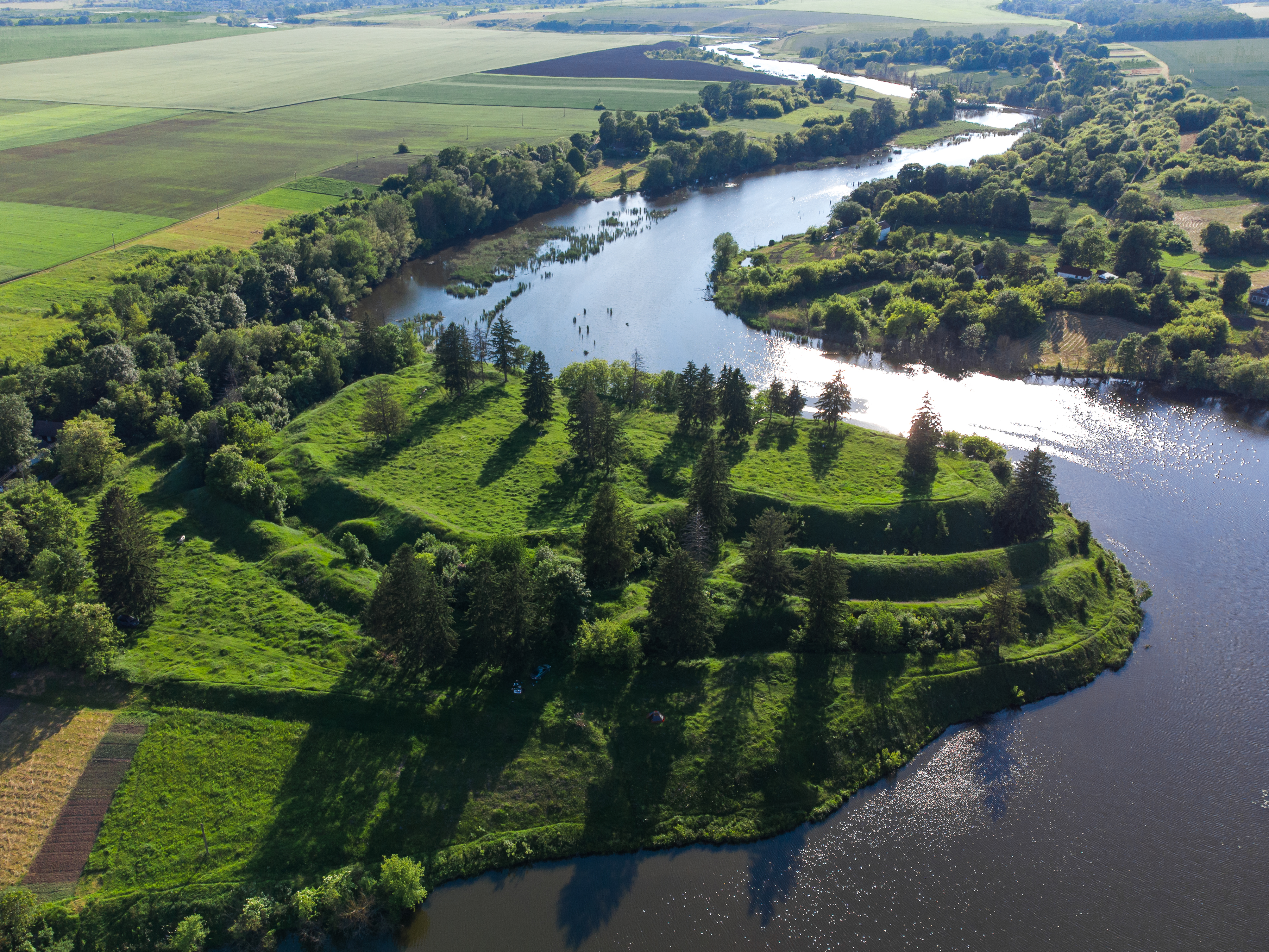
Городище Губин с четырьмя линиями валов

В древнерусскую эпоху Губин был городом, относившимся к Болоховской земле. Упомянут в летописи под 1241 годом, когда наряду с другими городами Болоховской земли был разрушен в карательном походе князя Даниила Галицкого, мстившего болоховцам за поддержку монголов. Городище древнего Губина находится близ села на правом берегу реки Случь при впадении в неё реки Ладыжки. Поселение состоит из двух укреплённых площадок — детинца и окольного города. Первая размером 50 на 80 м защищена четырьмя линиями валов, упирающимися концами в обрывы берега Случи. Вторая размерами 100 на 70 м с напольной стороны и со стороны Ладыжки укреплена двумя линиями валов и рвов. По археологическим материалам жизнь на городище протекала в XII—XIII веках.

## Известные уроженцы
- Сергей Михайлович Бондарчук — политический деятель.
- Иван Петрович Гришин-Грищук — писатель и журналист.